# Cypraecassis
Ципрекассисы (лат. Cypraecassis) — род морских брюхоногих моллюсков семейства Cassidae. Размер раковины от среднего до крупного.
Окаменелости Cypraecassis встречаются в морских отложениях от миоцена до четвертичного периода (возрастной диапазон: от 15,97 до 0,012 млн лет назад). Окаменелости известны из различных местонахождений в Европе, Центральной Америке и Индии.

## Виды
- Cypraecassis coarctata (Sowerby, 1825)
- Cypraecassis rufa (Linnaeus, 1758) — Красный ципрекассис[1]
- Cypraecassis tenuis (Wood, 1828)
- Cypraecassis testiculus (Linnaeus, 1758)
  - Cypraecassis testiculus senegalica
- Cypraecassis wilmae Kreipl & Alf, 2000